# Louise Boisvert
Pour les articles homonymes, voir Boisvert.
Louise Boisvert est une comédienne québécoise d'origine française. Elle est reconnue par la raucité de sa voix.

## Filmographie

### Télévision
- 2010 : Richard Fréchette : Maître Peintre : Galériste
- 1991 : Cas de divorce - 7 épisodes (série TV) :  Maître Vaneau
- 1991 : La méthode Barnol court métrage de Jean-Pierre Mocky (diffusé dans la collection Myster Mocky présente, sur 13ème rue)

### Cinéma

#### Longs métrages
- 1989 : La Révolution française de Robert Enrico et Richard T. Heffron : Simone Évrard
- 1989 : Divine Enfant de Jean-Pierre Mocky : Catherine
- 1990 : Vincent et Théo de Robert Altman : Mme Ginoux
- 1992 : Profil bas de Claude Zidi : la cliente au marché
- 1998 : L'Échappée belle de Étienne Dhaene : la chef de cabinet
- 1999 : Du bleu jusqu'en Amérique de Sarah Lévy : Pauline
- 2003 : La Petite Lili  de Claude Miller : actrice qui joue Léone
- 2004 : Elvis Gratton XXX : La Vengeance d'Elvis Wong de Pierre Falardeau (6e film de la série ayant pour héros Elvis Gratton) : scénariste Sophie-Andrée
- 2007 : Steak de Quentin Dupieux : assistante du Dr. Schmidt
- 2008 : Martyrs de Pascal Laugier : la mère d'Anna (voix)

#### Courts métrages
- 2009 : Cuvée Sanglante
- 1989 : Le Fardeau de Guillaume Bréaud
- 1989 : La Mort d'une vache de Dante Desarthe

### Doublage
- 2001 : Chocolat : Narratrice
- 2000 : Les Âmes perdues (Lost Soul) : Dre Allen  (Alfre Woodard)